# Dmytro Hołołobow
Dmytro Wiktorowycz Hołołobow, ukr. Дмитро Вікторович Гололобов (ur. 1 stycznia 1985 w Kirowohradzie) – ukraiński piłkarz, grający na pozycji obrońcy, a wcześniej pomocnika.

## Kariera piłkarska

### Kariera klubowa
Wychowanek klubów Zirka Kirowohrad i Szachtar Donieck, barwy których bronił w juniorskich mistrzostwach Ukrainy (DJuFL). Karierę piłkarską rozpoczął 28 lipca 2002 w składzie Metałurh-2 Donieck. W 2003 przeszedł do Obołoni Kijów. W 2004 próbował swoich sił w Podilla Chmielnicki, ale trenerzy zrezygnowali z usług piłkarza. W 2005 został piłkarzem FK Charków, skąd był wypożyczony do Stali Dnieprodzierżyńsk. Potem występował w Dnipro Czerkasy. Na początku 2008 przeszedł do PFK Sewastopol. W lutym 2011 otrzymał status wolnego klienta.

### Kariera reprezentacyjna
Został wniesiony do składu reprezentacji Ukrainy U-20 na Mistrzostwach świata U-20, jednak w żadnym z 3 meczów nie brał udziału. Potem rozegrał 1 mecz w składzie młodzieżowej drużyny Ukrainy.